# Érasme-Louis Surlet de Chokier
Báró Érasme-Louis Surlet de Chokier (Liège, 1769. november 27. – Gingelom, 1839. augusztus 7.) belga politikus, I. Lipót
trónra lépése előtt Belgium régense volt.

## Életrajza
Az 1789-es Heureuse Révolution alatt, amikor a francia forradalom példáján fellelkesült liège-i polgárok megdöntötték a püspök-herceg uralmát, Surlet de Chokier a felkelők seregében szolgált. Később az osztrák császári hadsereg Hasselt és Zutendaal mellett vívott csatákban vereséget mért a felkelőkre és a hollandiai Breda városába menekült. Csak 1792-ben térhetett vissza gingelomi kastélyába.
1794-ben a francia forradalmi hadsereg megszállta és annektálta Belgium területét és Liège városát is. Surlet de Chokier ekkor a francia forradalmi eszmék híve lett. 1800-ban megválasztották Gingelom polgármesterének és később tagja lett a Meuse-Inférieure francia közigazgatási tartomány tanácsának. 1812-ben a francia nemzetgyűlés képviselője lett.
Napóleon bukása után az Egyesült Holland Királyság parlamentjének alsóházában (Tweede Kamer) lett képviselő, Dél-Németalföld tartományainak (a későbbi Belgium) küldötteként. 1816-ban kapta meg bárói címét I. Vilmos holland királytól, de ellenzéki képviselőként olyan hevesen lépett fel a király és kormánya ellen, hogy I. Vilmos személyesen járt közbe, hogy 1828-ban ne válasszák újra.
Az 1830-as belga forradalom kitörése után Hasselt járás képviselőjeként került be a belga nemzeti kongresszusba, ahol a kongresszus elnökének választották. Részt vett az belga alkotmány megfogalmazásában, majd miután Lajos nemours-i herceg visszautasította a belga trónt, Surlet de Chokier-t megválasztották Belgium régensének 1831. február 25-én. A régensi tisztet egészen július 21-ig töltötte be, amikor I. Lipót király letette alkotmányos esküjét.
1839-ben Gingelomban halt meg.